# Matías Degra
Matías Degra (Santa Fe, Provincia de Santa Fe, Argentina; 18 de junio de 1983) es un futbolista argentino. Se desempeña en la posición de guardameta en el Alvarado de la  primera nacional.

## Trayectoria

### Asteras Tripolis
En 2009 Degra firmó con Asteras proveniente del Veria de (2 ª División) y se convirtió en el portero de primera elección del equipo.

### AEL Limassol
En 2011, firmó para AEL Limassol, ayudando al equipo a ganar el campeonato de la Primera División de Chipre. Tuvo el sorprendente récord de salvar 7 penales consecutivos en un año entero, ayudando al equipo a tener el mejor récord defensivo en la liga. La próxima temporada comenzó muy bien para Matias Degra y participó en las fases de grupos de la UEFA Europa League. Al final de la temporada, después de que su equipo perdió en la final de la Copa de Chipre, Degra no renovó su contacto con AEL.

### Paços de Ferreira
En junio de 2013, se trasladó a Portugal y firmó un contrato con Paços de Ferreira.

### Sheriff Tiraspol
En junio de 2014, firmó un contrato con el equipo moldavo Sheriff Tiraspol.

### AEL Larissa
En julio de 2016, firmó un contrato con el equipo griego AEL. Hizo su debut en un partido amistoso contra A.O.Kerkyra. El 12 de septiembre de 2016, hizo su debut oficial en un partido de la liga contra Iraklis Thessaloniki el encuentro terminó 2-2. Esta fue su última aparición en el club. Después del partido terminó tuvo una confrontación muy seria con el mayor accionista del equipo Alexis Kougias en la entrada de los vestuarios. Kougias lo culpó por tener un comportamiento poco profesional y un mal desempeño. También afirmó tener plena responsabilidad por el segundo gol que el equipo concedió, cuando intentó driblar a 2 oponentes, perdió el balón y el otro equipo anotó un gol al vacío. Las fotos publicadas más adelante muestran que Kougias golpeó a Degra en la cara. Horas más tarde resolvió su contrato y abandonó el club de mutuo acuerdo.

### Deportivo Pereira
Llega al equipo colombiano para comenzar la temporada 2017 en Busca del tan anhelado ascenso.

## Clubes
Actualizado a día 12 de septiembre de 2016.
| Club                | País                | Año                 | Part |
| ------------------- | ------------------- | ------------------- | ---- |
| Talleres de Córdoba | Argentina           | 2004 - 2005         | 20   |
| 9 de Julio          | Argentina           | 2005 - 2007         | 40   |
| Apollon Kalamarias  | Grecia              | 2008                | 2    |
| Veria               | Grecia              | 2008 - 2009         | 11   |
| Asteras Tripolis    | Grecia              | 2009 - 2011         | 39   |
| AEL Limassol        | Chipre              | 2011 - 2013         | 58   |
| Paços de Ferreira   | Portugal            | 2013 - 2014         | 21   |
| Sheriff Tiraspol    | Moldavia            | 2014 - 2015         | 9    |
| AEL Limassol        | Chipre              | 2015 - 2016         | 23   |
| AEL Larissa         | Grecia              | 2016                | 1    |
| Deportivo Pereira   | Colombia            | 2017                | 36   |
| Alvarado            | Argentina           | 2018-presente       | 0    |
| Total en su carrera | Total en su carrera | Total en su carrera | 260  |

## Palmarés

### Campeonatos nacionales
| Título                     | Club             | País     | Año     |
| -------------------------- | ---------------- | -------- | ------- |
| Primera División de Chipre | AEL Limassol     | Chipre   | 2011-12 |
| Copa de Moldavia           | Sheriff Tiraspol | Moldavia | 2015    |
| Supercopa de Chipre        | AEL Limassol     | Chipre   | 2015    |